# Räckelwitz
Räckelwitz, en sorabe Worklecy, est une commune de Saxe (Allemagne), située dans l'arrondissement de Bautzen, dans le district de Dresde.

## Histoire
Räckelwitz est mentionnée en 1280 sous le nom de Rokolewicz, village qui fait partie d'un domaine seigneurial en 1304. La dernière héritière et propriétaire du manoir, la comtesse Monika zu Stolberg, en fait don à l'ordre souverain de Malte qui y accueille une clinique de l'Ordre entre 1903 et 2000.